# 三好重臣

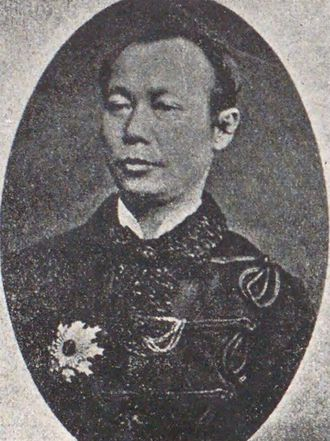
三好重臣

三好 重臣（みよし しげおみ、1840年11月14日（天保11年10月21日）- 1900年（明治33年）11月28日）は、明治期の日本の陸軍軍人。最終階級は陸軍中将。子爵。幼名は軍太郎。別名は会田春輔。

## 経歴
長州藩士、三好五右衛門の五男として生まれた。1863年、奇兵隊に入隊して参謀職を務めた。1867年、振武隊総監に就任。1868年の戊辰戦争では越後方面に進出して武功を挙げている。
明治維新後は新政府のもとで、1871年、陸軍大佐となり、東北鎮台司令長官、仙台鎮台司令長官、大坂鎮台司令長官を歴任。1877年の西南戦争では、征討第2旅団司令長官として出陣したが、敵に敗れて負傷している。1880年、陸軍中将となり、東部監軍部長、熊本鎮台司令官、東京鎮台司令官、第1師団長、監軍などを歴任し、1894年、予備役に編入された。さらに、枢密顧問官を1897年まで務めた。1884年7月7日に子爵に叙せられる。1900年、60歳で死去。
なお相続に関して重臣は、放蕩の激しかった長男三好太郎を廃嫡し、太郎の嗣子三好東一に子爵家を相続させている。

## 家族
- 後妻 - 梅子（1859-1940）。宮城県平民及川林作三女[2]。
- 嫡男 - 太郎（1863-1938）。太郎の友人だった南方熊楠の日記や双方の書簡によると、太郎は父の後妻を誘惑したという理由で1885年に勘当同然に米国へ留学させられ、ミシガン大学法科に入学、下宿していた同大学医学部助手ブルワー（Francis W. Brewer、ポルトガル出身）の娘アグネスと懇ろとなり、1890年1月に長女・琴子、翌1891年3月に長男・東一を出産、同年5月に妻子を連れて帰国した[3]。同年7月1日に日本で正式に結婚するが、これは華族の国際結婚の最初となった[4]。1896年に太郎は廃嫡となり、会田太郎に改名、大阪に転居した[3]。

- 孫 - 琴子（1890生[5]）。太郎の長女。男爵外松亀太郎の後妻となった[6]。琴子の継子（亀太郎と前妻の子）に俳優の竹内良一（1928年分家[5]、岡田嘉子の前夫）と女優の竹内京子（本名・百合子）がいる。

- 嫡孫 - 東一(1891-1970)。祖父・重臣死去に伴い1900年12月家督相続・襲爵[2]。学習院高等科で修学[7]した後、1918年東京帝国大学農科大学林科大学を卒業、帝室林野局技師として林業試験場に勤務した[8]。その後東大農学部教授となり、ヒノキの研究で日本農学賞受賞、日本木材加工技術協会初代会長も務めた[9][10]。

## 栄典
位階
- 1886年（明治19年）10月20日 - 従三位[11]

勲章等
- 1884年（明治17年）7月7日 - 子爵[12]
- 1887年（明治20年）11月2日 - 勲一等旭日大綬章[13]
- 1889年（明治22年）11月25日 - 大日本帝国憲法発布記念章[14]